# 香蜜沉沉燼如霜
《香蜜沉沉燼如霜》，是2018年中國大陸一部古裝神話劇，改編自網絡作家「電線」的同名小說；完美世界影视出品的“蜜糖三部曲”第一部。由朱銳斌執導，楊紫及鄧倫領銜主演；並由陳鈺琪、羅雲熙、王一菲及鄒廷威聯合主演。該劇於2018年8月2日在江苏卫视及愛奇藝首播。

## 播放平台
| 頻道         | 所在地   | 播映日期       | 時間                                                                   | 備註         |
| 江蘇衛視     | 中国大陆 | 2018年8月2日   | 星期日至五 19:35 - 21:15（兩集連播） 星期六 19:35 - 20:10（只播一集）  | 幸福劇場     |
| 愛奇藝       | 中国大陆 | 2018年8月2日   | 會員每晚 24:00 同步衛視更新 （8月28日起為22:00） 非會員次日 24:00 更新 |              |
| 騰訊視頻     | 中国大陆 | 2018年8月2日   | 會員每晚 24:00 同步衛視更新 （8月28日起為22:00） 非會員次日 24:00 更新 |              |
| 優酷         | 中国大陆 | 2018年8月2日   | 會員每晚 24:00 同步衛視更新 （8月28日起為22:00） 非會員次日 24:00 更新 |              |
| 江西衛視     | 中国大陆 | 2019年1月23日  | 每晚 19:35 - 21:15（兩集連播）                                         | 二輪         |
| 深圳衛視     | 中国大陆 | 2019年1月23日  | 每晚 19:35 - 21:15（兩集連播）                                         | 二輪         |
| 東南衛視     | 中国大陆 | 2019年7月17日  | 每晚 19:35 - 21:15（兩集連播）                                         | 三輪         |
| Dimsum       | 马来西亚 | 2018年8月9日   | 星期一至六 20:00 更新兩集 星期日20:00 更新一集                         |              |
| 八度空間     | 马来西亚 | 2018年11月26日 | 星期一至五 20:30 - 21:30                                               | 亞洲精選     |
| E樂          | 新加坡   | 2018年12月10日 | 星期一至五 22:00 - 23:00                                               | 10:00 華語劇 |
| 中華TV       |          | 2019年1月22日  | 星期一至五 22:00 - 00:00                                               |              |
| 中天綜合台   | 臺灣     | 2019年5月13日  | 星期一至五 19:00-21:00                                                 | 國語版       |
| 中視         | 臺灣     | 2020年8月4日   | 星期一至四 22:00-24:00                                                 | 國語版       |
| 愛爾達綜合台 | 臺灣     | 2020年9月14日  | 星期一至五 19:00 - 21:00（兩集連播）                                   | 國語版       |
|              | 泰國     |                |                                                                        |              |
|              | 日本     |                |                                                                        |              |

## 劇情簡介
花神“梓芬”和水神“洛霖”的姻緣被天帝拆散，花神含恨而終，在臨終前誕下一女「錦覓」，因愛女有萬年內必有一情劫，於是便把斷情絕愛的「隕丹」給錦覓服下，並將她託付給花界的眾芳主，使用結界將錦覓保護在 水鏡 內。
4千年後，天帝之子火神“旭鳳”在涅槃之時遭受偷襲，意外墜落花界水境之中，被錦覓餵食香蜜所救。為了報答救命之恩，火神旭鳳同意錦覓的請求，帶錦覓上天界，且用法術隱藏她的女子身份。且在天上結交了好友夜神“潤玉”與月下仙人“丹朱”。被「隕丹」斷情絕愛的花神之女錦覓，在遇到真愛 - 天帝之子旭鳳的時候，卻渾然不知愛情為何物，因此笑料百出。但在女子身份揭曉後也引來喜歡旭鳳的鳥族公主“穗禾”嫉恨。
同時，潤玉的母親被天后、天帝害死，夜神潤玉為了替母報仇，謀劃爭奪天帝之位，即使早已愛錦覓愛得不可自拔，卻不能停止利用她。潤玉誤導錦覓，讓她以為是旭鳳殺了水神和風神，令錦覓在九霄雲殿上錯殺旭鳳。當錦覓因誤會將旭鳳一刀斃命之時，終於吐出“隕丹”衝破愛情的感知，為了尋回所愛，錦覓認為必須化解與旭鳳的誤會，解救已經因愛生恨，墮入魔道的魔尊旭鳳。然而一切已經太遲，錦覓在天魔兩界大戰之中，以身擋在旭鳳和潤玉中間，最終魂飛而幻化成了旭鳳眼中的一滴淚。旭鳳長久苦苦尋找不得，思及錦覓而落淚，終於錦覓在花界的幫助下得以重生，和旭鳳在人間歸隱生活，生了一個兒子棠越。潤玉默默祝福，卻知道自己必將是永世孤獨的天帝。

## 登場人物

### 主要演員
| 演员   | 角色          | 介绍 | 普通話配音 | 臺語配音            |
| 杨紫   | 锦觅          | 花界葡萄精灵，实为花界少主，凡界圣医族圣女，後继位水神，嫁給旭鳳成為魔后 陵光（凡界游玩化名）、蠻荒小妖/錦覓（旭凤称）、小淘淘（老胡称）、美人（彦佑称）、觅儿（水神，风神，润玉，彥佑，月下仙人称）、小錦覓（月下仙人稱） 水神洛霖与花神梓芬之女，曾是润玉未婚妻，後為旭凤之妻 深爱旭凤 葡萄精，但其真身实为六瓣霜花，后将其中一瓣霜花（春华秋实）给予旭凤成五瓣霜花 居花界水镜 自小在水镜中长大，生性天真烂漫、单纯善良、由于强大的结界限制，鲜少见过水镜之外的世界。 劇情發展 锦觅时常从万事通老胡口中听闻外面世界的故事，心生向往。因出生被花神喂吃陨丹，从此灭其情、绝其爱。在无意间救下“乌鸦”遇到真爱—天帝之子旭凤的时候，总以为灵修能增强灵力，因此笑料百出。一步一步被夜神润玉利用浑然不知。因想復活肉肉而让旭凤带上天界，机缘巧合之下找到亲生父亲—水神洛霖。然而为能列上仙班，下凡历劫时遭黑衣人袭击被陨丹保护且導致隕丹出现裂痕，并和在凡界的旭凤一熠王产生感情。回到天界想与润玉解除婚约，不料水神和风神遭人下毒手，懷疑起被構陷的旭鳳是殺父兇手而保持距离。在大婚当日看见旭凤使用琉璃净火，认定他就是杀父仇人，将他毙命。看见旭凤灰飞烟灭心神遽震衝破陨丹，能感爱恨，昏迷半年甦醒后，因种种线索发觉自己误会旭凤后悔莫及，得知旭凤没死，不断地寻找他的魂魄，偷偷为他求丹药，也因此喪失辨色能力。旭鳳復生後时常去魔界偷看旭凤，屡次被旭凤推开，看见旭凤用自己一瓣霜花幻化出来的春华秋实是为討穗禾歡心而心痛不已，将旭凤归还的一瓣霜花碾碎在手心之中，化作血色霜花飄落春華秋實之景。心灰意冷的她答应润玉的婚事，却無意間得知润玉早知道穗禾是杀父仇人却没说，自己傻傻被利用，與潤玉攤牌後逼迫太上老君得知可醫治旭鳳反噬的藥草在花界而逃出天界，後被月下仙人等设计与旭凤在魔界大婚，旭凤得知一切真相后与锦觅重修旧好，後被走火入魔的润玉以此為藉口向魔界開戰。 天魔两界开战，看到一片生靈塗炭的錦覓憶起當時元姆星君對她說出的推算，认为这所有的一切都是自己的过错，为了停战止戈，死在润玉与旭凤最終一击之中，藉由元姆星君一抹香灰的保護留下一抹元靈宿在旭鳳眼中消化旭凤身上的反噬而煉化成旭凤的一滴眼泪，與尋她三年的旭鳳相見又分離。因当年阻止天魔大战乃一大功德，故五百年后投胎转世，在與他人成婚的路上被旭凤劫走，和他育有一子白鹭，三人幸福的在凡界生活。 | 杨紫       | 詹依純              |
| 邓伦   | 旭鳳          | 火神，原为天界二殿下，凡界淮梧国熠王，后为幽冥魔尊 二殿下、凤凰/乌鸦/傻鸟/二凤/鸦鸦/道友/喜鵲（锦觅称）、凤兄（鎏英称）、凤娃（月下仙人称） 天帝太微与天后荼姚之子，润玉同父异母之弟，鎏英之义兄，锦觅之夫 深愛錦覓 真身为凤凰 居天界栖梧宫 骄傲自大但秉性纯良，为人襟怀坦荡，光明磊落，重情重义。 劇情發展 在涅槃之时遭人算计，无意中跌入花界水镜之中遇见萬年中情劫一花界少主锦觅，被她吸引而情根深种。误以为锦觅是他同父异母的妹妹而伤心，后得知锦觅是水神之女的同时陷入她即将是潤玉未婚妻的身份再跌入心痛的深渊。知天后想对锦觅在下凡历劫时下毒手毫不犹豫的跟着锦觅跳下因果天机轮盘，却在凡界和锦觅经历一场虐心的感情。 回天界後原與錦覓互許終身却因锦觅的陨丹被润玉修復所以情爱又消失，不知錦覓是被隕丹控制，对于锦觅的反覆而陷入爱恋痛苦挣扎，而后被人陷害成为杀害水神风神的凶手，并发现润玉谋划夺帝位计划。在锦觅与润玉的大婚之日想阻止润玉的计划，却迎来锦觅的误解被她一刀刺中内丹精元之处，死前问锦觅一句“你可曾爱过我”付出那么多的爱却等来一句“从未”，伤痛了心灰飞烟灭。死后重生，回天界祭拜先天帝时，被润玉咄咄相逼，削去神籍永世不得回天界。失去一切的旭凤为能和润玉一决高下，决意堕入魔界成为魔族中人，並扳倒固城王后继任魔尊之位。被穗禾欺騙誤認其為救命恩人，知锦觅不断到魔界看他，数次对她冷情絕意，在她面前与穗禾表现亲密，使她心灰意冷。因锦觅與月下老人皆告知穗禾会使用琉璃净火，開始对穗禾怀疑，与鎏英设计在婚日让穗禾原形毕露。同时才知晓自己真正的救命恩人并不是穗禾而是锦觅，雖是被設計兩人成婚，但終是對錦覓坦誠心意，原以為能兩人相守之際，潤玉帶著天兵天將對魔界開戰，在與潤玉的生死相鬥中被錦覓的犧牲化解干戈。为寻找锦觅一丝魂魄将魔尊之位傳给鎏英，走遍六界尽头，换来锦觅出现的一瞬间。後与润玉不计前嫌和睦相处。最后在他们相爱之地找到锦觅转世，并与她育有一子白鹭，三人幸福的在凡界生活。 | 鄧倫       | 王希華              |
| 罗云熙 | 润玉          | 夜神，天界大殿下，后继位为天帝 天帝陛下（邝露称）、大殿下、小鱼仙倌（锦觅称） 天帝太微与龙鱼族公主簌离之子，旭凤同父异母之兄，曾是锦觅未婚夫，深爱锦觅，彦佑与鲤儿之义兄，棠樾之大伯 真身为白龙 居天界璇玑宫 谦谦公子，温润如玉，虽为先天帝太微大皇子，但从未真正得到重视，处处谨小慎微，整日披星布夜，漫漫长夜星河为伴。 劇情發展 因幼時事故，不敢在眾人露出真身，無意間在露出真身被錦覓看見卻毫無在意而開始關注她。知曉天后要對錦覓下手，匆匆趕到花界時聽見水神和眾芳主的對話，得知錦覓是水神之女、自己那不知曉的未婚妻。 為能得到錦覓，在水神與錦覓即將覲見天帝時，讓錦覓說出喜歡他的話，故讓水神聽見，好讓水神能成全這樁婚事。在錦覓下凡歷劫不顧天帝設下的命令而悄悄的見她，卻看見錦覓與旭鳳在凡界的經歷生出情愛之意，內心受到打擊。 同時，通過彥佑找到自己的親生母親龍魚族公主-簌離，也回想起小時候，自己逃離水族遭天后算計，忘記小時候之事，誤會自己的生母。想讓母親能接受自己時，看見天后想殺掉母親，不斷磕頭求饒希望天后能放過生母，但天后已決定殺掉保護潤玉的簌離。事後天后仍不罷休，欲置潤玉於死地，逼迫其受三萬道天雷之刑，天帝袖手旁觀，奄奄一息時被水神所救。 因夢境為魘獸所吞，看見旭鳳與錦覓雙修，潤玉急怒攻心徹底黑化。多方佈局，步步謀劃，期間連番變故，天后被廢。水神身死，潤玉隱瞞水神死因，致使錦覓與旭鳳反目成仇。大婚之日，潤玉發動兵變，錦覓殺火神復仇，天帝為救火神而死，潤玉登天帝之位。 深愛錦覓卻愛而不得，知道錦覓為旭鳳做的任何事，在錦覓取得玄穹之光仙力即將散盡時，不惜耗費一半仙家壽命用了夢陀經中所記載的禁術血靈子將錦覓救回。心裡害怕錦覓離開自己的身邊，在錦覓為救旭鳳而失去六成靈力才求得的丹藥上做手腳。 原本答應成婚的錦覓得知所有事情逃離天界後，控制整個花界，卻仍找不回錦覓而走火入魔使用禁術與窮奇合二為一。為讓錦覓回天界，以花界為要挾。與魔界開戰，卻在錦覓魂飛魄散後，幡然醒悟，選擇放手。最後放下對錦覓的執念，與旭鳳和睦相處。窮奇被旭鳳所滅.太上忘情，化天地，見眾生，承擔他天帝的責任，最終孤獨地自囚九重天上。 | 罗云熙     | 王品超 童年：詹依純 |
| 陳鈺琪 | 鎏英          | 魔界卞城公主，後成為魔尊 光明磊落、行事坦荡，是一个敢愛敢恨、重情重义之人。一身戎装征战沙场无数，对待感情却是一个情窦初开的天真少女。 劇情發展 面对喜欢的人，她主动出击，即使追到天涯海角也毫不退缩。而对于不喜欢的人，她也毫不避讳，直言直语的性格尽显率真可爱。 与暮辭（奇鳶）相愛，與之成婚後誕下一女，名為卿天 | 张喆       | 葉秋戀              |
| 王一菲 | 穗禾          | 鸟族首领兼公主 真身为孔雀 高傲任性、为爱痴狂的鸟族首领穗禾，身肩一族重任，却深陷爱旭凤而不得的痛苦中，逐渐迷失自己。为巩固地位，攀附天后，更不惜暗中陷害眾人。得到在牢獄中的廢天后畢生修為後，假扮旭鳳使用琉璃淨火殺害锦觅之父水神(洛霖)和风神(臨秀)。 因太微生前囑託救活被錦覓殺害的旭鳳，投靠魔界卞城王，保護旭鳳的形魄而不被潤玉發現。 愛慕旭鳳，寧可犧牲所有却得不到他的爱， 反而被旭鳳和鎏英眾人設計揭發她的真面目。最終發瘋，被焱城王的兒子吃掉。 | 杨婧       | 穆宣名              |
| 王一菲 | 穗禾 （凡界） | 南平侯府郡主 為了旭鳳，殺了在人間唯一真心待自己好的父親南平侯，卻還是無法讓旭鳳回心轉意。 | 杨婧       | 穆宣名              |
| 鄒廷威 | 暮辭 / 奇鳶   | 滅靈族，天后暗衛，魔界卞成公主鎏英侍衛 武功高强、為滅靈族已知唯一血脈。其族人骨血所制之滅靈箭只需傷及便可弒神，故闔族遭滅、本人先為固成王囚虐、後被天后荼姚所救並遭種屍解天蠶，為天后控制成為天后手下暗衛，助紂為虐。少時滅族之日意外為魔界卞成公主鎏英所救，並被卞城王帶大，擔任公主侍衛。任荼姚走狗之時與鎏英重逢，舊情復燃、重新做人。火神用琉璃淨火助其焚滅屍解天蠶後，靈力加速消散，又被賊心不死的固城王抓走逼制滅靈劍而加速衰敗，但仍然信守承諾與鎏英在其定情之地拜堂完婚後當場身亡，後鎏英為其生下一女-卿天。 | 刘康       | 高銘孝              |

### 其他演員
| 演員            | 角色                  | 介紹 | 普通話配音 | 臺語配音 |
| 何中華          | 太微                  | 天帝 荼姚之夫，天辰君 润玉、旭鳳之父 廉晁之弟、丹朱之兄 梓芬之初恋情人，深爱着梓芬。當初為天界二殿下，為夺帝位與魔界固城王勾結以致天魔大戰时弒兄廉晁、並为與鳥族結盟娶了荼姚利用其勢力，辜負心中挚爱梓芬。卻在帝位穩固後欲废荼姚天后之位，迎回挚爱的梓芬，但梓芬不從竟囚之強暴。利用與梓芬眉眼相似的龍魚族公主簌離，一手操弄水族內部分裂。不忠不義不仁，卻言語皆推卸責任、讓 天后 荼姚 為其擔負惡名，以仁愛自居實則卑鄙偽善，本劇諸多慘事幕後真正的萬惡之源。被大殿下潤玉起兵篡奪天帝皇位，自毀元神為次子旭鳳保留下一魄。 | 王秋明     | 高銘孝   |
| 周海媚          | 荼姚                  | 天后 居天界紫方雲宮 太微之正妻 旭鳳之母 穗禾之姨母 武功高強，本為鳥族公主兼首領、與廉晁有舊情在廉晁於太微奪嫡時的天魔之戰傳出死訊後，為了至高權力嫁於天帝太微並深愛之。於太微奪嫡時攜鳥族全族助其登基、為其擔任劊子手除去太微政敵擔負惡名，在太微重傷時，寧可攜旭鳳為太微殉情取得太微承諾一半天界權力，並向廉晁討要玄穹之光以致廉晁失去一半靈力。接連遭遇太微癡戀舊情人花神梓芬、太微為權欺騙於簌離之風流遊戲，明白所託非人、因愛生恨，執迷於扳倒太微為旭鳳奪得帝位。 殺害先花神、滅簌離龍魚全族，心態偏執手段毒辣。在重傷錦覓後，終被太微押入毗娑牢獄，削去后位，永生不得再入神籍。后得知旧情人廉晁死後徹底頓悟跳下臨淵台                             | 谷子       | 詹依純   |
| 张棪琰          | 梓芬                  | 先花神 花界之主，六界第一美人，錦覓之母 原身為佛前的一瓣青蓮。于太虚幻境被天帝太微一见钟情，继而被追求、深深相恋卻遭遇辜負，因此对太微心灰意冷。情伤之时洛霖的呵护与帮助深深打动了她，已懷有錦覓而不知後被天帝強行玷汙，前去忘川欲喝忘川水被天帝所阻，而後欲跳忘川自殺也被天帝阻止並帶回天界拘禁於棲梧宮中，被天后荼姚以琉璃淨火毒火焚燒至重傷而跳下臨淵台，終於花界誕下錦覓後撒手人寰。一生為情所困，为情所苦故給女兒錦覓餵下隕丹，望女斷情絕欲快活一世、以避命中情劫，卻不知正是如此導致了之後錦覓三人的糾葛。 |            | 詹依純   |
| 王仁君          | 洛霖                  | 水神 爹爹（錦覓 稱）、師兄（臨秀、梓芬 稱） 居天界洛湘府 錦覓之父 温文爾雅、淡泊名利品行高潔，樂於助人，与世无争，相繼救助了簌離、潤玉與錦覓。與 先花神 梓芬 及 風神 臨秀 為師兄妹，三人年少時即情深義重。深爱着梓芬，卻被天帝太微賜婚娶了 風神臨秀 。得知 錦覓 是自己的 女兒 時，父愛如山，為保護錦覓與天后動手，後怕錦覓在陷入危險之中不惜以自己半身靈力鑄柳葉玄冰刃送給錦覓防身，後死在 鳥族 首領 穗禾手中。 虽心中爱着梓芬，却與結髮妻子臨秀互敬互重相敬如賓，临死之前更接受了臨秀的爱意 | 張震       | 王希華   |
| 王媛可          | 臨秀                  | 風神 臨秀姨（ 錦覓 稱 ） 居天界洛湘府 洛霖之妻、師妹 梓芬之師姐、摯友 錦覓之繼母 當年不知道師妹梓芬將死，卻受太微之命與水神結為夫妻。將梓芬與水神的女兒錦覓視如己出，為人賢慧善良，廚藝不佳卻喜歡做料理給身邊的人品嚐，後與水神死於穗禾的琉璃淨火 | 李倩       | 穆宣名   |
| 樊锦霖          | 簌离/ 洞庭君          | 龍魚族公主 潤玉之生母 彥祐、鯉兒之養母 因一絲眉眼酷似花神梓芬，被太微欺騙感情，並利用以造成水族內部分裂、穩定太微天帝之位。太微一夜风流后不知所踪，害簌离未婚生子被逐出族，並遭遇太微妻子荼姚之追殺，全族覆滅父兄被殺。後為水神洛霖所救，藏身太湖、謀劃叛逆為報天帝天后之血海深仇。在潤玉面前被天后荼姚所殺。 | 马晓骥     | 宋友君   |
| 杜雨宸          | 鄺露                  | 太巳仙人之女 温文爾雅、少言寡語、出尘淡薄一直追随润玉身边，帮他处理各种事物，对润玉暗自爱慕，自知其心中只有錦覓而从未開口傾訴情意，对他唯有长久的陪伴和成全，直至最終仍無怨無悔一心一意陪伴在孤獨的潤玉身邊。 | 徐佳琦     | 穆宣名   |
| 张世宏          | 太巳仙人              | 邝露之父 潤玉之部下 因鄺露的緣故，幫助了潤玉的奪權計謀。 | 白马       | 王品超   |
| 刘昊宸          | 廉晁                  | 荼姚初戀 天帝、月下仙人之兄 先天帝長子，深愛荼姚，在之前的天魔大戰中為二弟太微所害，戰後被三弟月下老人丹朱所救，藏身蛇山。昏迷醒來，發現荼姚嫁給太微，仍真心給予祝福。後荼姚曾因太微重傷求救於他而失去一半靈力，更於後再赐穹苍之光给锦觅后靈力全失。得到錦覓五彩視覺後，自認完成與荼姚之承諾，給予了世上最璀璨之物，心願已了，自毀元神隕身 。 |            | 王希華   |
| 彭杨            | 牡丹                  | 花界長芳主 長芳主（锦觅称） 先花神座下 花界上仙，锦觅之導師，在花神梓芬仙逝後暫理花界政務，尊先主遺命視錦覓為己出，為了隱瞞錦覓的身世而對其過度保護，顯得有些苛刻，其實事事都為錦覓操心著想。 |            | 葉秋戀   |
| 馬境            | 海棠                  | 花界二十四芳主之一 長芳主牡丹之妹，比起牡丹沉著內斂的個性，海棠芳主的性子更為剛烈直接。 |            | 宋友君   |
| 閆露娢          | 玉蘭                  | 花界二十四芳主之一 芳主之一，冷靜的外表下有著一顆比誰都想為花神復仇的赤誠忠心，曾與鼠仙密謀合計復仇計畫。 |            | 穆宣名   |
| 吳雯璇          | 芳主                  | 花界二十四芳主之一 |            |          |
| 段瑜            | 芳主                  | 花界二十四芳主之一 |            |          |
| 寧文彤          | 老胡                  | 真身為 胡蘿蔔 花界散仙 | 郭政建     | 王品超   |
| 廖勁鋒 (林皓洋) | 彥佑                  | 十二生肖仙君之一的蛇仙 簌離之養子，潤玉之義弟 撲哧君（錦覓 稱） 真身為一條青綠色的帶角水蛇，於成仙之初曾鍾情於穗禾，不料慘遭穗禾陷害，便發誓不再隨意託付真心以風流之面逍遙於世 因為窮奇騷擾花界之故，救了當時欲逃出水鏡的錦覓與多肉仙子二人，從此成為锦觅一生之挚友，表面輕薄無禮，其實很保護錦覓 因乾娘簌離為復仇，而命令彥佑攻擊旭鳳涅槃，後又與鼠仙設計令錦覓在天后壽宴上顯露真身而被眾人發現，之後又被失去初衷的乾娘逼迫去攻擊旭鳳，但心中不願，未盡其力。 之後為了將乾娘拉回正軌而引潤玉與簌離相認。 發現潤玉漸漸工於心計，而不顧錦覓等人真心，不願參與潤玉的權力計畫而離開潤玉，後屢屢幫助錦覓，更在錦覓逃出天界時向其坦承過往，得到錦覓原諒。 |            | 高銘孝   |
| 夏志远          | 丹朱                  | 月下仙人 真身為白狐狸 廉晁、天帝之弟，潤玉、旭凤之叔父 虽然仙龄甚大，人身外貌却是十几岁的美貌少年，且性格十分俏皮活泼、洒脱仗义。锦觅在天庭游历之时二人结下不解之缘，因着十分投缘便将锦觅视为侄子旭凤良配的不二人选极力撮合 不喜歡愛挑撥離間的穗禾 私自將魔界大戰而重傷的大哥廉晁藏身於蛇山中。 後因误会锦觅无情无义而出走天界，解開誤會後仍極力幫助錦覓等人。 | 王晨光     | 張毓棬   |
| 张钧然          | 燎原君 / 秦潼（凡界） | 燎原君作为旭凤身边最信任的侍卫，也是最亲近的朋友。被丹朱推下因果天機輪盤，以“润物细无声”的方式，陪伴着旭凤天上地下历劫重生。见证着旭凤和锦觅这一对爱侣的三世三生，跨越天上、人间、魔界。 潤玉兵變當天，為救旭鳳而死。 | 杨天翔     | 張毓棬   |
| 付柔美琦        | 肉肉 / 羌活（凡界）   | 真身為多肉植物精 和錦覓是花界里的閨蜜摯友900年前和錦覓偷逃出水鏡遊玩遭遇窮奇，肉肉為保护锦觅，重情重义，甚至不惜为自己的闺蜜挚友献出自己的生命，最終遭窮奇震碎心脈及瘟針而元靈消散。因特别的契機得以轉世成為羌活，和转世的锦觅又继续着她们的姐妹情深，後又為锦觅擋了暮辭（奇鳶）的滅靈箭而元靈消散 |            | 穆宣名   |
| 宋允皓          | 固城王                | 魔界三王之一 私放窮奇、滅了滅靈一族之人，后被暮辞的灭灵箭杀死 | 陈喆       | 王品超   |
| 姚清仁          | 卞城王                | 魔界三王之一 鎏英之父，收養暮辭（奇鳶）。 屢次被固成王陷害而壓入大牢 多次救助旭鳳，後擁立他為魔尊 | 李璐       | 王希華   |
| 王岗            | 焱城王                | 魔界原魔尊 | 趙銘洲     | 張毓棬   |
| 盧勇            | 擎城王                | 魔界大長老 |            | 高銘孝   |
| 李思琼          | 炫狩                  | 焱城王之長子 |            | 王品超   |
| 汪思宇          | 熾狩                  | 焱城王之幼子 |            | 高銘孝   |
| 夏一瑤          | 連翹                  | 花界精靈 錦覓之摯友 |            | 穆宣名   |
| 付宏聲          | 隱雀                  | 鳥族長老 荼姚之前部下 潤玉之部下 與魔界有來往，趁荼姚失勢時，與潤玉聯手推翻穗禾族長的權威 | 楊墨       | 王希華   |
| 董小白          | 雀靈                  | 穗禾之侍女 |            | 詹依純   |
| 張笑陽          | 了聽                  | 旭鳳之仙侍 |            | 張毓棬   |
| 崔彬斌          | 飛絮                  | 旭鳳之仙侍 |            | 高銘孝   |
| 薩頂頂          | 緣機仙子              | 月下仙人( 丹朱 )之友 掌控人間投胎之事，將下凡歷劫的錦覓設為一聖醫族聖女 | 林蘭       | 葉秋戀   |
| 李羿瑄          | 斗姆元君              | 梓芬、洛霖、臨秀之師父 | 楊希       | 宋友君   |
| 李雪峰          | 鼠仙                  | 十二生肖仙君之一的鼠仙 稱彥佑為少主，簌離為恩主。因年少時受過簌離之幫助，為此赴湯蹈火 與水仙洛霖為棋友。 因保護彥佑，在九重天上承擔攻擊旭鳳之罪，最後死在天帝手上。 | 張聖岳     | 王品超   |
| 李永田          | 太上老君              | |            | 張毓棬   |
| 鄭歌            | 破軍                  | 由旭鳳一手提拔 |            | 高銘孝   |
| 何俊霖          | 雷公                  | |            | 張毓棬   |
| 柳思盈          | 電母                  | |            | 宋友君   |
| 劉向平          | 土地仙                | |            | 王品超   |
| 文靜            | 荆芥                  | 聖醫族長老 姑姑（錦覓、羌活 稱） |            | 宋友君   |
| 孫寧            | 南平侯                | 穗禾人間生父 旭鳳在人間的對手 |            | 高銘孝   |
| 拓谷楓          | 齐冲                  | 南平侯府偏將 南平侯之心腹 |            |          |
| 周藝華          | 傅相                  | 淮梧國傅相 | 萬力       | 王品超   |
| 胡錦陽          | 窮奇                  | 上古凶獸 禍害六界，曾被熟悉火水兩種系法的彥佑給擊到重傷 被固城王私放後，又傷了焱城王的兩個兒子，後被火神旭鳳鎖於甕內，潤玉登帝後被使用禁術合而為一，最後被旭鳳殺死 |            | 王希華   |
|                 | 棠樾                  | 錦覓與旭鳳之子 真身為白鷺鷥 |            |          |
|                 | 卿天                  | 鎏英與暮辭（奇鳶）之女 |            |          |

## 電視原聲帶
| 曲序 | 曲目                       |      | 作曲   | 编曲           | 演唱       |
| ---- | -------------------------- | ---- | ------ | -------------- | ---------- |
| 1.   | 不染（片頭曲）             | 海雷 | 簡弘亦 | 丁培峰         | 毛不易     |
| 2.   | 左手指月（片尾曲）         | 喻江 | 薩頂頂 | 劉胡鐵、常石磊 | 薩頂頂     |
| 3.   | 天地无霜（对唱主题曲）     | 喻江 | 薩頂頂 | 張張           | 杨紫、邓伦 |
| 4.   | 情霜（天地无霜独唱版）     | 喻江 | 薩頂頂 | 張張           | 杨紫       |
| 5.   | 天地无霜（天地无霜独唱版） | 喻江 | 薩頂頂 | 張張           | 邓伦       |
| 6.   | 不染（插曲）               | 海雷 | 簡弘亦 | 丁培峰         | 薩頂頂     |

### 台灣
中天綜合台
| 曲序 | 曲目               |          | 作曲     | 演唱者 |
| ---- | ------------------ | -------- | -------- | ------ |
| 1.   | 人累（片頭、尾曲） | 張簡君偉 | 張簡君偉 | 習譜予 |

## 收視率
| 中国大陆 江苏卫视 首播收视率 |               |             |             |             |           |           |           |           |           |           | |
| 集數                         | 播出日期      | CSM52城市网 | CSM52城市网 | CSM52城市网 | CSM全国网 | CSM全国网 | CSM全国网 | CSM16省网 | CSM16省网 | CSM16省网 | 備註 |
| 集數                         | 播出日期      | 收視率      | 收視份額    | 排名        | 收視率    | 收視份額  | 排名      | 收視率    | 收視份額  | 排名      | 備註 |
| 1-2                          | 2018年8月2日  | 0.995       | 3.722       | 3           | 0.5       | 2.05      | 7         | 0.706     | 2.374     | 3         | 東方、浙江《愛情進化論》開播                                                                                              |
| 3-4                          | 2018年8月3日  | 1.139       | 4.344       | 3           | 0.63      | 2.52      | 5         | 0.813     | 2.735     | 2         | CCTV-8《開封府》完結，《執行利劍》同日開播                                                                                |
| 5                            | 2018年8月4日  | 1.172       | 4.74        | 1           | 0.58      | 2.61      | 4         | 0.793     | 2.956     | 3         | |
| 6-7                          | 2018年8月5日  | 1.241       | 4.621       | 1           | 0.67      | 2.67      | 3         | 0.871     | 2.937     | 3         | |
| 8-9                          | 2018年8月6日  | 1.384       | 5.203       | 1           | 0.78      | 3.12      | 5         | 0.859     | 2.891     | 3         | |
| 10-11                        | 2018年8月7日  | 1.368       | 5.185       | 1           | 0.75      | 3.01      | 5         | 0.951     | 3.205     | 3         | |
| 12-13                        | 2018年8月8日  | 1.503       | 5.735       | 1           | 0.88      | 3.49      | 5         | 1.08      | 3.638     | 3         | |
| 14-15                        | 2018年8月9日  | 1.44        | 5.455       | 1           | 0.83      | 3.38      | 4         | 1.213     | 4.191     | 3         | |
| 16-17                        | 2018年8月10日 | 1.328       | 5.066       | 2           | 0.86      | 3.47      | 3         | 1.042     | 3.544     | 2         | |
| 18                           | 2018年8月11日 | 1.249       | 4.912       | 1           | 0.82      | 3.55      | 4         | 0.975     | 3.459     | 2         | |
| 19-20                        | 2018年8月12日 | 1.272       | 4.636       | 1           | 0.84      | 3.29      | 3         | 1.071     | 3.596     | 3         | |
| 21-22                        | 2018年8月13日 | 1.417       | 5.254       | 2           | 1.03      | 4.05      | 4         | 1.443     | 4.768     | 1         | 52城數據缺湛江 湖南《甜蜜暴擊》完結                                                                                       |
| 23-24                        | 2018年8月14日 | 1.374       | 5.047       | 2           | 0.94      | 3.74      | 3         | 1.197     | 3.929     | 2         | 湖南《天盛長歌》開播 |
| 25-26                        | 2018年8月15日 | 1.349       | 5.102       | 2           | 0.99      | 4.02      | 3         | 1.196     | 4.06      | 2         | 52城數據缺廈門 16省網城數據缺福建 北京《合伙人》完結，《那些年，我們正年輕》同日開播 《鄧倫特輯》全國網收視0.87，份額3.31 |
| 27-28                        | 2018年8月16日 | 1.253       | 4.662       | 2           | 1.04      | 3.96      | 3         | 1.056     | 3.407     | 2         | CCTV-8《執行利劍》完結，《龍門飛甲》同日開播                                                                              |
| 29-30                        | 2018年8月17日 | 1.148       | 4.415       | 2           | 0.98      | 3.81      | 2         | 1.135     | 3.627     | 2         | 《香蜜沉沉燼如霜之潤玉》全國網收視1.05，份額3.89                                                                          |
| 31                           | 2018年8月18日 | 1.181       | 4.667       | 1           | 0.99      | 4.07      | 2         | 1.333     | 4.552     | 2         | |
| 32-33                        | 2018年8月19日 | 1.176       | 4.205       | 1           | 0.99      | 3.85      | 1         | 1.156     | 3.771     | 2         | |
| 34-35                        | 2018年8月20日 | 1.352       | 4.912       | 1           | 1.17      | 4.49      | 1         | 1.438     | 4.554     | 1         | 《香蜜沉沉燼如霜導演特技》全國網收視0.95，份額3.51                                                                        |
| 36-37                        | 2018年8月21日 | 1.353       | 5.029       | 1           | 0.99      | 3.76      | 2         | 1.068     | 3.447     | 2         | 《香蜜沉沉燼如霜隕丹與霜花》全國網收視0.97，份額3.55                                                                      |
| 38-39                        | 2018年8月22日 | 1.508       | 5.384       | 1           | 1.15      | 4.32      | 3         | 1.323     | 4.153     | 2         | 《香蜜沉沉燼如霜之曇花錯》全國網收視0.99，份額3.66                                                                        |
| 40-41                        | 2018年8月23日 | 1.273       | 4.728       | 2           | 1.15      | 4.45      | 3         | 1.458     | 4.683     | 2         | 東方、浙江《愛情進化論》完結，《月嫂先生》同日開播 《香蜜沉沉燼如霜陳鈺奇特輯》全國網收視1.04，份額3.84                   |
| 42-43                        | 2018年8月24日 | 1.168       | 4.301       | 2           | 1.08      | 4.13      | 3         | 1.322     | 4.23      | 1         | |
| 44                           | 2018年8月25日 | 1.051       | 3.871       | 1           | 0.89      | 3.62      | 2         | 1.183     | 3.923     | 1         | |
| 45-46                        | 2018年8月26日 | 1.321       | 4.798       | 1           | 1.13      | 4.2       | 2         | 1.389     | 4.319     | 1         | 《香蜜沉沉燼如霜鳳凰花》全國網收視1.01，份額3.72                                                                          |
| 47-48                        | 2018年8月27日 | 1.396       | 5.003       | 1           | 1.18      | 4.43      | 2         | 暫缺      | 暫缺      | 暫缺      | 《香蜜沉沉燼如霜之穗禾》全國網收視1.05，份額3.9                                                                           |
| 49-50                        | 2018年8月28日 | 1.393       | 5.064       | 1           | 1.19      | 4.38      | 2         | 1.366     | 4.223     | 1         | |
| 51-52                        | 2018年8月29日 | 1.294       | 4.711       | 2           | 1.3       | 4.85      | 2         | 1.514     | 4.794     | 1         | CCTV-8《龍門飛甲》完結 《香蜜沉沉燼如霜春華秋實》全國網收視1.19，份額4.38                                                 |
| 53-54                        | 2018年8月30日 | 1.283       | 4.612       | 2           | 1.39      | 5.09      | 1         | 1.438     | 4.485     | 1         | CCTV-8《再創世紀》開播 本日全國網收視按份額排名                                                                           |
| 55-56                        | 2018年8月31日 | 1.277       | 4.545       | 1           | 1.54      | 5.55      | 1         | 1.486     | 4.63      | 1         | CCTV-1《最美的青春》完結                                                                                                  |
| 57                           | 2018年9月1日  | 1.315       | 4.414       | 1           | 1.58      | 5.22      | 1         | 1.44      | 4.195     | 1         | |
| 58-59                        | 2018年9月2日  | 1.378       | 4.954       | 1           | 1.51      | 5.58      | 1         | 1.641     | 5.223     | 1         | |
| 60-61                        | 2018年9月3日  | 1.358       | 5.073       | 1           | 1.64      | 6.46      | 1         | 1.679     | 5.533     | 1         | CCTV-1《遠方的家》開播 |
| 62-63                        | 2018年9月4日  | 1.322       | 5.093       | 1           | 1.64      | 6.36      | 1         | 1.692     | 5.593     | 1         | 北京《那些年，我們正年輕》完結                                                                                            |
| 平均收視                     | 平均收視      | 1.301       | 4.82        | 不適用      | 1.05      | 4.25      | 不適用    |           |           | 不適用    | |

1. 同时段或交叉时段主要节目：
  - CCTV-1：《最美的青春》／《遠方的家》
  - CCTV-8：《開封府》／《执行利剑》／《龙门飞甲》／《再創世紀》
  - 湖南：《甜蜜暴击》／《天盛長歌》
  - 東方、浙江：《爱情进化论》／《月嫂先生》
  - 北京：《合伙人》／《那些年，我们正年轻》
2. 数据由广视索福瑞提供，调查范围为四岁以上之观众。
3. 以上收视排名包括央视在内。CSM16省网排名不含央视
4. 收視最低的集數以藍色表示，收視最高的集數以紅色表示
5. 资料来源：卫视这些事儿、TV未知数、卫视走光了、数据狮

## 原著小说
《香蜜沉沉烬如霜》（ISBN 9787539932828）

## 宣傳活動

### 早期宣传
- 2017年4月19日，官宣杨紫出演女主角锦觅。[5]
- 2017年4月27日，官宣邓伦出演男主角旭凤。[6]
- 2017年6月14日，发布宣传片，公布其他主演。
- 2017年6月20日，正式公布定妆海报。[7]
- 2017年8月8日，正式启动政府官方宣传，于北京市各地铁站视频屏幕和卫视电视台曝光传视频。
- 2017年8月22日，首次开放媒体探班。[8]
- 2017年10月27日，正式发布首款片花。
- 2018年2月10日，首波主题曲《不染》上线；同月12日，发布《不染》MV。
- 2018年3月19日，第二首主题曲《左手指月》上线；7月24日，发布《左手指月》MV。
- 2018年7月10日，发布人物海报。
- 2018年7月19日，发布CP海报。
- 2018年7月20日，发布定档人物海报，宣布该剧定档8月2日在江苏卫视、腾讯视频、爱奇艺以及优酷播出。
- 2018年7月25日，第三首主题曲《天地无霜》上线；；同月31日，发布《天地无霜》MV。

### 后期宣传
- 2018年8月12日，邓伦、罗云熙、邹廷威、陈钰琪、王一菲和廖劲锋出席广州粉丝见面会。[9]

## 獎項
| 年度   | 頒獎典禮                                | 獎項                               | 提名/得獎者 | 結果 |
| ------ | --------------------------------------- | ---------------------------------- | ----------- | ---- |
| 2018年 | 第19屆華鼎獎                            | 中國古代題材電視劇最佳男演員獎     | 鄧倫        | 提名 |
| 2018年 | 第19屆華鼎獎                            | 中國古代題材電視劇最佳女演員獎     | 楊紫        | 提名 |
| 2018年 | 藝恩數據                                | 2018年度最具價值劇集獎             |             | 獲獎 |
| 2018年 | 藝恩數據                                | 2018年度最佳劇集製片人獎           | 劉寧        | 獲獎 |
| 2018年 | 2018腾讯视频星光盛典                    | 年度十大观众选择剧                 |             | 獲獎 |
| 2018年 | 2018腾讯视频星光盛典                    | 年度人氣電視劇男主角               | 鄧倫        | 獲獎 |
| 2018年 | 2018腾讯视频星光盛典                    | 年度人氣電視劇女演員               | 楊紫        | 獲獎 |
| 2018年 | 第二届金河豚奖                          | 最佳剧集项目                       |             | 獲獎 |
| 2018年 | 传媒内参 电视指南2018移动影响力高峰论坛 | 2018指尖剧集榜最具影响力剧集操盘手 | 劉寧        | 獲獎 |
| 2018年 | 传媒内参 电视指南2018移动影响力高峰论坛 | 2018指尖剧集榜最具移动影响力电视剧 |             | 獲獎 |
| 2019年 | 第二屆金蛟獎                            | 2018年度十佳網劇                   |             | 獲獎 |
| 2019年 | 2018微博之夜                            | 微博年度熱劇                       |             | 獲獎 |
| 2019年 | 首尔国际电视节                          | 最受歡迎外國戲劇獎                 |             | 獲獎 |

## 註释
1. ↑  薩頂頂亦在劇中飾演「機緣仙子」一角。

## 外部連結
- 电视剧《香蜜沉沉烬如霜》的新浪微博
- 豆瓣电影上《香蜜沉沉燼如霜》的資料 （简体中文）
- 豆瓣读书上《香蜜沉沉烬如霜》的資料 （简体中文）
- 在Netflix上觀看《香蜜沉沉燼如霜》

## 電視節目的變遷
| 中国大陆 江苏卫视 幸福剧场 · （如當日《新聞聯播》延時順延播出）                                                     | 中国大陆 江苏卫视 幸福剧场 · （如當日《新聞聯播》延時順延播出） | 中国大陆 江苏卫视 幸福剧场 · （如當日《新聞聯播》延時順延播出） |
| --- | --------------------------------------------------------------- | --------------------------------------------------------------- |
| | 香蜜沉沉燼如霜 （2018年8月2日－2018年9月4日）                   |                                                                 |
| 猎毒人 （2018年7月6日－2018年8月1日）                                                                               | 娘道 （2018年9月5日－2018年10月15日）                           |                                                                 |
| 马来西亚 八度空間 星期一至五 20:30－21:30 · （如當日《八度空间华语新闻》延時順延播出） · 2019年2月4日至6日 暫停播映 |                                                                 |                                                                 |
| 武動乾坤之冰心在玉壺 （2018年10月29日－2018年11月23日）                                                             | 香蜜沉沉燼如霜 （2018年11月26日－2019年2月25日）                | 三国机密之潜龙在渊 (2019年2月26日一2019年5月10日）              |
| 新加坡 e樂 每周一至五 22:00-23:00 · 2018年12月31日起改為星期一至四                                                  |                                                                 |                                                                 |
| 月嫂先生 （2018年10月8日－2018年12月7日）                                                                           | 香蜜沉沉烬如霜 （2018年12月10日-2019年4月4日）                  | 幕后之王 (2019年4月8日-6月25日)                                 |
| 臺灣 中天綜合台 星期一至五 19:00－21:00                                                                             |                                                                 |                                                                 |
| 醉玲瓏 （2019年3月27日－2019年5月10日）                                                                             | 香蜜沉沉燼如霜 （2019年5月13日－2019年7月2日）                  | 射鵰英雄傳 （2019年7月3日－2019年8月7日）                       |
| 臺灣 中視 星期一至四 22:00－24:00                                                                                   |                                                                 |                                                                 |
| 白髮皇妃 （2020年4月27日－2020年8月3日）                                                                            | 香蜜沉沉燼如霜 （2020年8月4日－2020年9月23日）                  | 三生三世十里桃花（重播） （2020年9月24日－2020年11月12日）      |